# Liste der bedeutendsten Schachturniere (1960–1969)
Dies ist eine Teilliste der Liste der bedeutendsten Schachturniere, die den Zeitraum 1960 bis 1969 umfasst.

## Liste
| Jahr    | Ort                            | Sieger | 2. Platz | 3. Platz                                                                          |
| ------- | ------------------------------ | --- | --- | --------------------------------------------------------------------------------- |
| 1959/60 | Hastings                       | Svetozar Gligorić (Jugoslawien)                                                                                          | Wolfgang Uhlmann (DDR)                                                                                                   | Juri Awerbach (UdSSR)                                                             |
| 1960    | Buenos Aires                   | Viktor Kortschnoi (UdSSR), Samuel Reshevsky (USA)                                                                        | | László Szabó (Ungarn)                                                             |
|         | Beverwijk                      | Tigran Petrosjan (UdSSR), Bent Larsen (Dänemark)                                                                         | | Aleksandar Matanović (Jugoslawien)                                                |
|         | Santa Fe                       | Svetozar Gligorić (Jugoslawien)                                                                                          | László Szabó (Ungarn) | Viktor Kortschnoi (UdSSR), Mark Taimanow (UdSSR)                                  |
|         | Kopenhagen                     | Tigran Petrosjan (UdSSR)                                                                                                 | Efim Geller (UdSSR) | Gideon Ståhlberg (Schweden)                                                       |
|         | Madrid (Zonenturnier)          | Arturo Pomar Salamanca (Spanien) Lajos Portisch (Ungarn), Svetozar Gligorić (Jugoslawien), Jan Hein Donner (Niederlande) | |                                                                                   |
| 1960/61 | Hastings                       | Svetozar Gligorić (Jugoslawien)                                                                                          | Igor Bondarewski (UdSSR)                                                                                                 | László Szabó (Ungarn)                                                             |
| 1961    | Zürich                         | Paul Keres (UdSSR) | Tigran Petrosjan (UdSSR)                                                                                                 | Svetozar Gligorić (Jugoslawien)                                                   |
|         | Beverwijk                      | Bent Larsen (Dänemark), Boris Ivkov (Jugoslawien)                                                                        | | Wolfgang Uhlmann (DDR)                                                            |
|         | Dortmund                       | Mark Taimanow (UdSSR) | | Mijo Udovčić (Jugoslawien), Wassili Smyslow (UdSSR)                               |
|         | Moskau                         | Wassili Smyslow (UdSSR), Jewgeni Wassjukow (UdSSR)                                                                       | | Friðrik Ólafsson (Island)                                                         |
|         | Bled                           | Michail Tal (UdSSR) | Bobby Fischer (USA) | Svetozar Gligorić (Jugoslawien), Paul Keres (UdSSR), Tigran Petrosjan (UdSSR)     |
|         | Budapest                       | Viktor Kortschnoi (UdSSR)                                                                                                | David Bronstein (UdSSR), Miroslav Filip (Tschechoslowakei)                                                               |                                                                                   |
|         | Mar del Plata                  | Miguel Najdorf (Argentinien)                                                                                             | Robert Byrne (USA), Aleksandar Matanović (Jugoslawien), Miroslav Filip (Tschechoslowakei), Héctor Rossetto (Argentinien) |                                                                                   |
|         | Mariánské Lázně (Zonenturnier) | Friðrik Ólafsson (Island)                                                                                                | Miroslav Filip (Tschechoslowakei)                                                                                        | Wolfgang Uhlmann (DDR)                                                            |
| 1961/62 | Hastings                       | Michail Botwinnik (UdSSR)                                                                                                | Svetozar Gligorić (Jugoslawien)                                                                                          | Salo Flohr (UdSSR)                                                                |
| 1962    | Stockholm (Interzonenturnier)  | Bobby Fischer (USA) | Efim Geller (UdSSR), Tigran Petrosjan (UdSSR)                                                                            |                                                                                   |
|         | Beverwijk                      | Petar Trifunović (Jugoslawien)                                                                                           | Karl Robatsch (Österreich), Jan Hein Donner (Niederlande)                                                                |                                                                                   |
|         | Mar del Plata                  | Lew Polugajewski (UdSSR)                                                                                                 | Wassili Smyslow (UdSSR), László Szabó (Ungarn)                                                                           |                                                                                   |
|         | Kecskemét                      | Ratmir Cholmow (UdSSR)                                                                                                   | Lajos Portisch (Ungarn), László Szabó (Ungarn)                                                                           |                                                                                   |
|         | Havanna                        | Miguel Najdorf (Argentinien)                                                                                             | Boris Spasski (UdSSR), Lew Polugajewski (UdSSR)                                                                          |                                                                                   |
|         | Curaçao (Kandidatenturnier)    | Tigran Petrosjan (UdSSR)                                                                                                 | Paul Keres (UdSSR), Efim Geller (UdSSR)                                                                                  |                                                                                   |
|         | Moskau                         | Juri Awerbach (UdSSR), Jewgeni Wassjukow (UdSSR)                                                                         | Gedeon Barcza (Ungarn), David Bronstein (UdSSR), Andor Lilienthal (UdSSR), Leonid Schamkowitsch (UdSSR)                  |                                                                                   |
| 1962/63 | Hastings                       | Alexander Kotow (UdSSR)                                                                                                  | Svetozar Gligorić (Jugoslawien)                                                                                          | Wassili Smyslow (UdSSR)                                                           |
| 1963    | Sarajevo                       | Lajos Portisch (Ungarn)                                                                                                  | Svetozar Gligorić (Jugoslawien), Boris Ivkov (Jugoslawien), Wladimir Simagin (UdSSR), Wolfgang Uhlmann (DDR)             |                                                                                   |
|         | Beverwijk                      | Jan Hein Donner (Niederlande)                                                                                            | David Bronstein (UdSSR)                                                                                                  | Bruno Parma (Jugoslawien), Herman Pilnik (Argentinien), Boris Ivkov (Jugoslawien) |
|         | Halle (Zonenturnier)           | Lajos Portisch (Ungarn)                                                                                                  | Bent Larsen (Dänemark)                                                                                                   | Boris Ivkov (Jugoslawien), Karl Robatsch (Österreich)                             |
|         | Enschede (Zonenturnier)        | Svetozar Gligorić (Jugoslawien)                                                                                          | Levente Lengyel (Ungarn), Klaus Darga (BRD)                                                                              |                                                                                   |
|         | Havanna                        | Viktor Kortschnoi (UdSSR)                                                                                                | Michail Tal (UdSSR), Efim Geller (UdSSR), Luděk Pachman (Tschechoslowakei)                                               |                                                                                   |
|         | Miskolc                        | Michail Tal (UdSSR) | David Bronstein (UdSSR)                                                                                                  | István Bilek (Ungarn)                                                             |
|         | Moskau                         | Wassili Smyslow (UdSSR)                                                                                                  | Michail Tal (UdSSR) | Svetozar Gligorić (Jugoslawien)                                                   |
| 1963/64 | Hastings                       | Michail Tal (UdSSR) | Svetozar Gligorić (Jugoslawien)                                                                                          | Levente Lengyel (Ungarn), Abram Chassin (UdSSR)                                   |
| 1964    | Sarajevo                       | Lew Polugajewski (UdSSR), Wolfgang Uhlmann (DDR)                                                                         | | Boris Ivkov (Jugoslawien)                                                         |
|         | Beverwijk                      | Paul Keres (UdSSR), Iivo Nei (UdSSR)                                                                                     | | Lajos Portisch (Ungarn)                                                           |
|         | Moskau (Zonenturnier)          | Boris Spasski (UdSSR) | Leonid Stein (UdSSR), David Bronstein (UdSSR)                                                                            |                                                                                   |
|         | Amsterdam                      | Bent Larsen (Dänemark)                                                                                                   | Jan Hein Donner (Niederlande)                                                                                            | Andreas Dückstein (Österreich)                                                    |
|         | Belgrad                        | Boris Spasski (UdSSR) | Viktor Kortschnoi (UdSSR)                                                                                                | Boris Ivkov (Jugoslawien)                                                         |
|         | Buenos Aires                   | Tigran Petrosjan (UdSSR), Paul Keres (UdSSR)                                                                             | | Robert Byrne (USA)                                                                |
|         | Reykjavík                      | Michail Tal (UdSSR) | Svetozar Gligorić (Jugoslawien)                                                                                          | Friðrik Ólafsson (Island)                                                         |
|         | Amsterdam (Interzonenturnier)  | Wassili Smyslow (UdSSR), Bent Larsen (Dänemark), Michail Tal (UdSSR), Boris Spasski (UdSSR)                              | |                                                                                   |
| 1964/65 | Hastings                       | Paul Keres (UdSSR) | Svetozar Gligorić (Jugoslawien), Florin Gheorghiu (Rumänien)                                                             |                                                                                   |
| 1965    | Budapest                       | Lew Polugajewski (UdSSR), László Szabó (Ungarn), Mark Taimanow (UdSSR)                                                   | |                                                                                   |
|         | Beverwijk                      | Efim Geller (UdSSR), Lajos Portisch (Ungarn)                                                                             | | Milko Bobozow (Bulgarien)                                                         |
|         | Havanna                        | Wassili Smyslow (UdSSR)                                                                                                  | Boris Ivkov (Jugoslawien), Efim Geller (UdSSR), Bobby Fischer (USA)                                                      |                                                                                   |
|         | Mar del Plata                  | Miguel Najdorf (Argentinien)                                                                                             | Leonid Stein (UdSSR) | Juri Awerbach (UdSSR)                                                             |
|         | Sarajevo                       | Alexei Suetin (UdSSR) | Milan Matulović (Jugoslawien), Lew Polugajewski (UdSSR)                                                                  |                                                                                   |
|         | Zagreb                         | Boris Ivkov (Jugoslawien), Wolfgang Uhlmann (DDR)                                                                        | | Tigran Petrosjan (UdSSR)                                                          |
|         | Sotschi                        | Wolfgang Unzicker (BRD), Boris Spasski (UdSSR)                                                                           | | Dragoljub Ćirić (Jugoslawien)                                                     |
|         | Mariánské Lázně                | Vlastimil Hort (Tschechoslowakei), Paul Keres (UdSSR)                                                                    | | Leonid Schamkowitsch (UdSSR)                                                      |
|         | Jerewan                        | Viktor Kortschnoi (UdSSR)                                                                                                | Tigran Petrosjan (UdSSR), Leonid Stein (UdSSR)                                                                           |                                                                                   |
| 1965/66 | Hastings                       | Wolfgang Uhlmann (DDR), Boris Spasski (UdSSR)                                                                            | | Jewgeni Wassjukow (UdSSR)                                                         |
| 1966    | Mar del Plata                  | Wassili Smyslow (UdSSR)                                                                                                  | Leonid Stein (UdSSR) | Lajos Portisch (Ungarn)                                                           |
|         | Beverwijk                      | Lew Polugajewski (UdSSR)                                                                                                 | László Szabó (Ungarn) | István Bilek (Ungarn)                                                             |
|         | Bukarest                       | Viktor Kortschnoi (UdSSR)                                                                                                | Florin Gheorghiu (Rumänien)                                                                                              | Lubomir Kavalek (Tschechoslowakei)                                                |
|         | Den Haag (Zonenturnier)        | Svetozar Gligorić (Jugoslawien)                                                                                          | István Bilek (Ungarn) | Lubomir Kavalek (Tschechoslowakei)                                                |
|         | Sarajevo                       | Michail Tal (UdSSR), Dragoljub Ćirić (Jugoslawien)                                                                       | | Boris Ivkov (Jugoslawien), Luděk Pachman (Tschechoslowakei)                       |
|         | Harrachov                      | Semjon Furman (UdSSR) | Dragoljub Janošević (Jugoslawien)                                                                                        | Luděk Pachman (Tschechoslowakei), Mark Taimanow (UdSSR)                           |
|         | Le Havre                       | Bent Larsen (Dänemark)                                                                                                   | Lew Polugajewski (UdSSR), Nikolai Krogius (UdSSR)                                                                        |                                                                                   |
|         | Amsterdam                      | Michail Botwinnik (UdSSR)                                                                                                | Arturo Pomar Salamanca (Spanien)                                                                                         | Salo Flohr (UdSSR)                                                                |
|         | Titovo Užice                   | Alexei Suetin (UdSSR), Aleksandar Matanović (Jugoslawien)                                                                | | Svetozar Gligorić (Jugoslawien), Georgi Tringow (Bulgarien)                       |
|         | Kislowodsk                     | Efim Geller (UdSSR) | Leonid Stein (UdSSR) | Ratmir Cholmow (UdSSR), Anatoli Lutikow (UdSSR)                                   |
|         | Palma                          | Michail Tal (UdSSR) | Arturo Pomar Salamanca (Spanien)                                                                                         | Lajos Portisch (Ungarn)                                                           |
| 1966/67 | Hastings                       | Michail Botwinnik (UdSSR)                                                                                                | Wolfgang Uhlmann (DDR)                                                                                                   | Michael Basman (England), Bojan Kurajica (Jugoslawien), Juri Balaschow (UdSSR)    |
| 1967    | Sarajevo                       | Leonid Stein (UdSSR), Boris Ivkov (Jugoslawien)                                                                          | | Pál Benkő (USA), Wolodymyr Sawon (UdSSR)                                          |
|         | Beverwijk                      | Boris Spasski (UdSSR) | Anatoli Lutikow (UdSSR)                                                                                                  | Dragoljub Ćirić (Jugoslawien)                                                     |
|         | Monaco (Turnierartikel)        | Bobby Fischer (USA) | Wassili Smyslow (UdSSR)                                                                                                  | Efim Geller (UdSSR), Bent Larsen (Dänemark)                                       |
|         | Halle                          | Lajos Portisch (Ungarn)                                                                                                  | Vlastimil Hort (Tschechoslowakei)                                                                                        | Wolfgang Uhlmann (DDR), Milan Matulović (Jugoslawien)                             |
|         | Leningrad                      | Viktor Kortschnoi (UdSSR)                                                                                                | Ratmir Cholmow (UdSSR)                                                                                                   | Gedeon Barcza (Ungarn), Mark Taimanow (UdSSR)                                     |
|         | Moskau                         | Leonid Stein (UdSSR) | Milko Bobozow (Bulgarien), Aivars Gipslis (UdSSR), Wassili Smyslow (UdSSR), Michail Tal (UdSSR)                          |                                                                                   |
|         | Budva                          | Viktor Kortschnoi (UdSSR)                                                                                                | Michail Tal (UdSSR), Svetozar Gligorić (Jugoslawien)                                                                     |                                                                                   |
|         | Maribor                        | Wolfgang Unzicker (BRD)                                                                                                  | Samuel Reshevsky (USA)                                                                                                   | Aleksandar Matanović (Jugoslawien), Boris Ivkov (Jugoslawien), Lothar Zinn (DDR)  |
|         | Skopje                         | Bobby Fischer (USA) | Efim Geller (UdSSR), Milan Matulović (Jugoslawien)                                                                       |                                                                                   |
|         | Dundee                         | Svetozar Gligorić (Jugoslawien)                                                                                          | Bent Larsen (Dänemark), Friðrik Ólafsson (Island)                                                                        |                                                                                   |
|         | Polanica-Zdrój                 | Semjon Furman (UdSSR) | Wolfgang Uhlmann (DDR), Vlastimil Hort (Tschechoslowakei)                                                                |                                                                                   |
|         | Havanna                        | Bent Larsen (Dänemark)                                                                                                   | Mark Taimanow (UdSSR) | Wassili Smyslow (UdSSR)                                                           |
|         | Winnipeg                       | Bent Larsen (Dänemark), Klaus Darga (BRD)                                                                                | | Paul Keres (UdSSR), Boris Spasski (UdSSR)                                         |
|         | Venedig                        | Jan Hein Donner (Niederlande)                                                                                            | Tigran Petrosjan (UdSSR), Larry Evans (USA)                                                                              |                                                                                   |
|         | Sousse (Interzonenturnier)     | Bent Larsen (Dänemark)                                                                                                   | Efim Geller (UdSSR), Svetozar Gligorić (Jugoslawien), Viktor Kortschnoi (UdSSR)                                          |                                                                                   |
|         | Palma                          | Bent Larsen (Dänemark)                                                                                                   | Michail Botwinnik (UdSSR), Wassili Smyslow (UdSSR)                                                                       |                                                                                   |
| 1967/68 | Hastings                       | Vlastimil Hort (Tschechoslowakei), Florin Gheorghiu (Rumänien), Leonid Stein (UdSSR), Alexei Suetin (UdSSR)              | |                                                                                   |
| 1968    | Monte Carlo                    | Bent Larsen (Dänemark)                                                                                                   | Michail Botwinnik (UdSSR)                                                                                                | Wassili Smyslow (UdSSR), Vlastimil Hort (Tschechoslowakei)                        |
|         | Wijk aan Zee                   | Viktor Kortschnoi (UdSSR)                                                                                                | Vlastimil Hort (Tschechoslowakei), Lajos Portisch (Ungarn), Michail Tal (UdSSR)                                          |                                                                                   |
|         | Bamberg                        | Paul Keres (UdSSR) | Tigran Petrosjan (UdSSR), Lothar Schmid (BRD)                                                                            |                                                                                   |
|         | Polanica-Zdrój                 | Wassili Smyslow (UdSSR)                                                                                                  | Wolfgang Uhlmann (DDR), Vlastimil Hort (Tschechoslowakei)                                                                |                                                                                   |
|         | Skopje                         | Lajos Portisch (Ungarn)                                                                                                  | Lubomir Kavalek (Tschechoslowakei)                                                                                       | Zbigniew Doda (Polen), Nikola Padewski (Bulgarien), Wladimir Simagin (UdSSR)      |
|         | Vinkovci                       | Bobby Fischer (USA) | Milan Matulović (Jugoslawien), Vlastimil Hort (Tschechoslowakei)                                                         |                                                                                   |
|         | Kislowodsk                     | Efim Geller (UdSSR) | Buchuti Gurgenidse (UdSSR), Jewgeni Wassjukow (UdSSR)                                                                    |                                                                                   |
|         | Palma                          | Viktor Kortschnoi (UdSSR)                                                                                                | Boris Spasski (UdSSR), Bent Larsen (Dänemark)                                                                            |                                                                                   |
| 1968/69 | Hastings                       | Wassili Smyslow (UdSSR)                                                                                                  | Svetozar Gligorić (Jugoslawien)                                                                                          | Raymond Keene (England), Wolodymyr Tukmakow (UdSSR)                               |
| 1969    | Sarajevo                       | Viktor Kortschnoi (UdSSR)                                                                                                | Milan Matulović (Jugoslawien)                                                                                            | Svetozar Gligorić (Jugoslawien), Wolfgang Uhlmann (DDR)                           |
|         | Wijk aan Zee                   | Michail Botwinnik (UdSSR), Efim Geller (UdSSR)                                                                           | | Paul Keres (UdSSR), Lajos Portisch (Ungarn)                                       |
|         | Tallinn                        | Leonid Stein (UdSSR) | Paul Keres (UdSSR), Iivo Nei (UdSSR)                                                                                     |                                                                                   |
|         | Monte Carlo                    | Lajos Portisch (Ungarn), Wassili Smyslow (UdSSR)                                                                         | | Vlastimil Hort (Tschechoslowakei), William Lombardy (USA)                         |
|         | Büsum                          | Bent Larsen (Dänemark)                                                                                                   | Lew Polugajewski (UdSSR)                                                                                                 | Mathias Gerusel (BRD)                                                             |
|         | Luhačovice                     | Viktor Kortschnoi (UdSSR)                                                                                                | Paul Keres (UdSSR) | Vlastimil Hort (Tschechoslowakei)                                                 |
|         | Athen (Zonenturnier)           | Milan Matulović (Jugoslawien)                                                                                            | Robert Hübner (BRD), Vlastimil Hort (Tschechoslowakei)                                                                   |                                                                                   |
|         | Raach (Zonenturnier)           | Wolfgang Uhlmann (DDR)                                                                                                   | Lajos Portisch (Ungarn), Boris Ivkov (Jugoslawien), Ulf Andersson (Schweden), Jan Smejkal (Tschechoslowakei)             |                                                                                   |
|         | San Juan                       | Boris Spasski (UdSSR) | Arthur Bisguier (USA) | Walter Browne (USA), Bruno Parma (Jugoslawien)                                    |
|         | Palma                          | Bent Larsen (Dänemark)                                                                                                   | Tigran Petrosjan (UdSSR)                                                                                                 | Vlastimil Hort (Tschechoslowakei), Viktor Kortschnoi (UdSSR)                      |
|         | Čačak                          | Svetozar Gligorić (Jugoslawien), Boris Ivkov (Jugoslawien), Milan Matulović (Jugoslawien), Lew Polugajewski (UdSSR)      | |                                                                                   |
|         | Tiflis                         | Michail Tal (UdSSR), Buchuti Gurgenidse (UdSSR)                                                                          | | Vlastimil Hort (Tschechoslowakei)                                                 |